# 香港2009東亞運動會開幕典禮

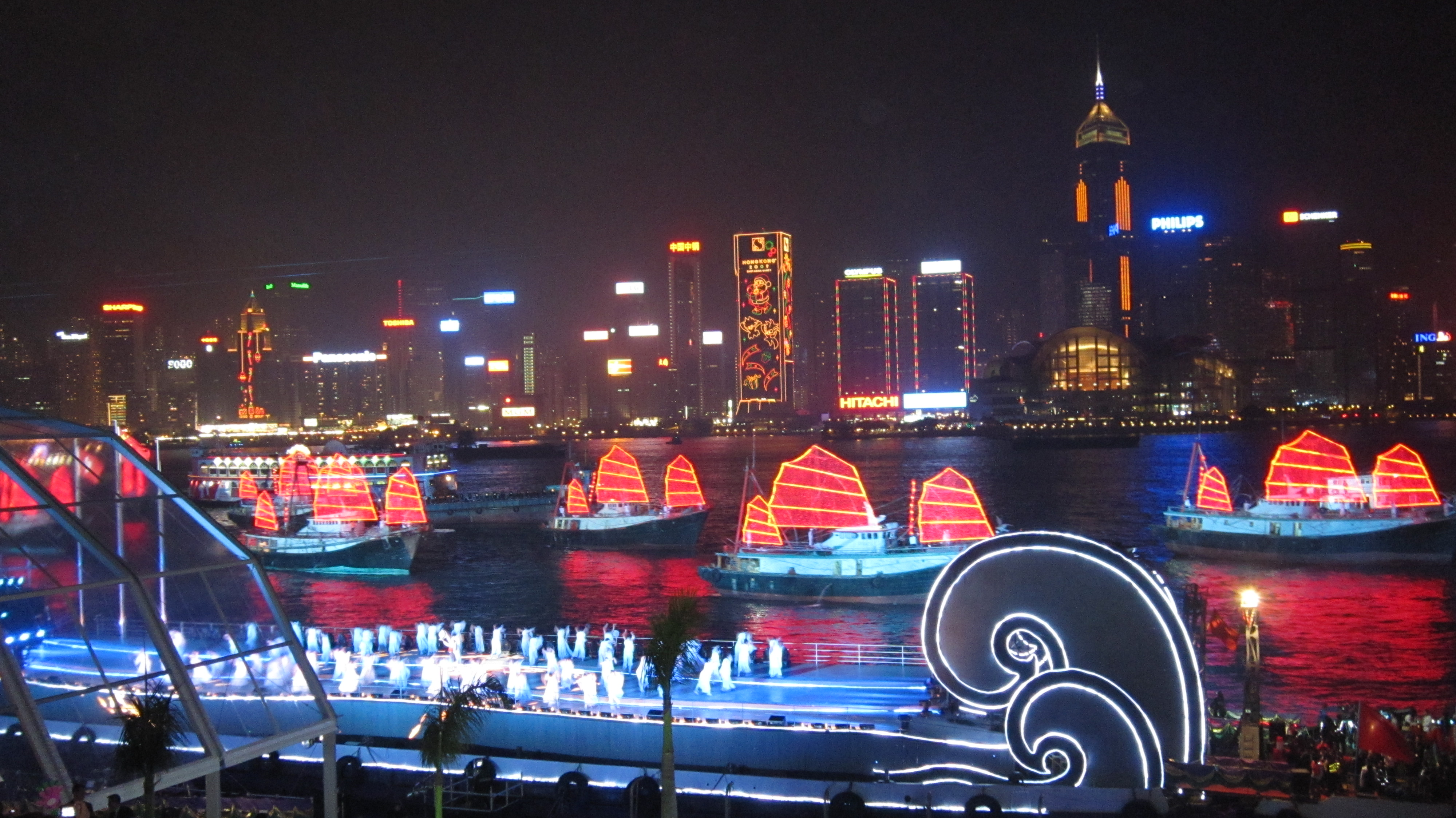
開幕典禮文藝表演《創造傳奇》

香港2009東亞運動會開幕典禮於香港時間2009年12月5日20時正，在九龍尖沙嘴香港文化中心露天廣場及維多利亞港舉行，創下國際大型綜合性運動會開幕典禮的三項世界紀錄：歷來最大的舞台背景，最廣闊的表演場地，最多觀眾參與。
開幕典禮耗資4000萬港元製作，包括典禮儀式、文藝表演《創造傳奇》、彩船巡遊、點燃東亞運聖火和大型煙花匯演。巨型的海上舞台，融合多媒體視覺效果與維港北岸的景色，成為本屆開幕典禮的主要亮點。

## 製作背景
開幕典禮的製作由北京北奧大型文化體育活動有限公司負責，團隊曾參與2008年夏季奧林匹克運動會開幕式，由陳維亞擔任總導演；路建康擔任總策劃。北京借出了曾在奧運及60周年國慶典禮上使用過的燈光和音響設備；而曾經在北京奧運會開幕式上引導貴賓的2名禮儀小姐，與國慶閱兵典禮女民兵方陣的2名引導員，亦參與運動員進場。
開幕典禮的總製作費為4000萬港元，其中海上舞台長達68米，設計意念來自「海灣激蕩出的一朵浪花」，而4艘躉船及10座大廈頂部參與發放煙火，務求打造最大的開幕式背景、最大的表演場地及觀眾人數最多的三項記錄。為求節省成本，全體演出人數不足1000人，其中500人來自香港，包括香港學生及漁民子弟充當臨時演員，而400多人則屬來自內地演藝人員，包括230名舞蹈演員、100名舞校學生及50位舞蹈學院模特兒
開幕典禮提供3000個座位，其中1000個預留給贊助商及參賽隊伍等，另外2000張則以每張1000港元，在2009年8月31日起公開發售，香港東亞運動會公司在11月23日宣佈，開幕典禮門票全部售罄。警方統計當天在維港兩岸共有20萬名市民沿岸觀賞開幕典禮。
大會曾考慮以香港大球場作為舉行開幕典禮的場地。

## 流程

### 倒數計時
開幕前倒數在19時59分開始，由維多利亞港施放以阿拉伯數字圖案的煙花進行倒數，由10秒開始倒數至1秒，然後施放約20秒的煙花匯演，其後主持人先後以英語及粵語宣布香港2009東亞運動會開幕典禮開始。

### 升旗儀式
香港警察樂隊奏起《歌唱祖國》，由香港兒童合唱團演唱，4名分別持中華人民共和國國旗及香港特別行政區區旗的升旗及護旗手，在19人組成的警察儀枚隊護送下，在舞台左側進行升旗儀式，香港兒童合唱團其後領唱國歌。較特別的是，儀枚隊在升旗時是面向岸上觀眾席，而非國旗及區旗敬禮。

### 遊艇巡遊
14艘遊艇從東向西駛過舞台，象徵對東亞運動會、參賽運動員及香港明天美好的祝福，配以煙花匯演。

#### 香江漁火
以LED組成的舞台幻化星光及浪花，演員手持螢光的飛魚與中式漁船在化為海洋的舞台搖晃。一名女生高舉代表「生命誕生」的漁燈走到舞台中央，在《獅子山下》的歌聲下，60名舞蹈員以舞蹈方式表現浪花意象，背後幾艘裝上螢光燈飾的中式帆船駛過，展現香港昔日的漁村風情。

#### 活力都會
以香港現代化大都會為主題，舞台呈現以抽象手法繪畫的維多利亞港北岸，一雙情侶在海濱相依，其他演員則手持海鷗的道具在海上飛翔，由李克勤演唱《飛花》，展現香港浪漫的一面；舞台再次化為本港的道路，上見莊士敦道的路面指引，由容祖兒演唱《跑步機上》，其他演員手持象徵交通工具及高樓大廈的道具，期間舞蹈員又以舞蹈方式展現市民日後乘搭港鐵的情景，展示香港動感的一面。

#### 祝福香港

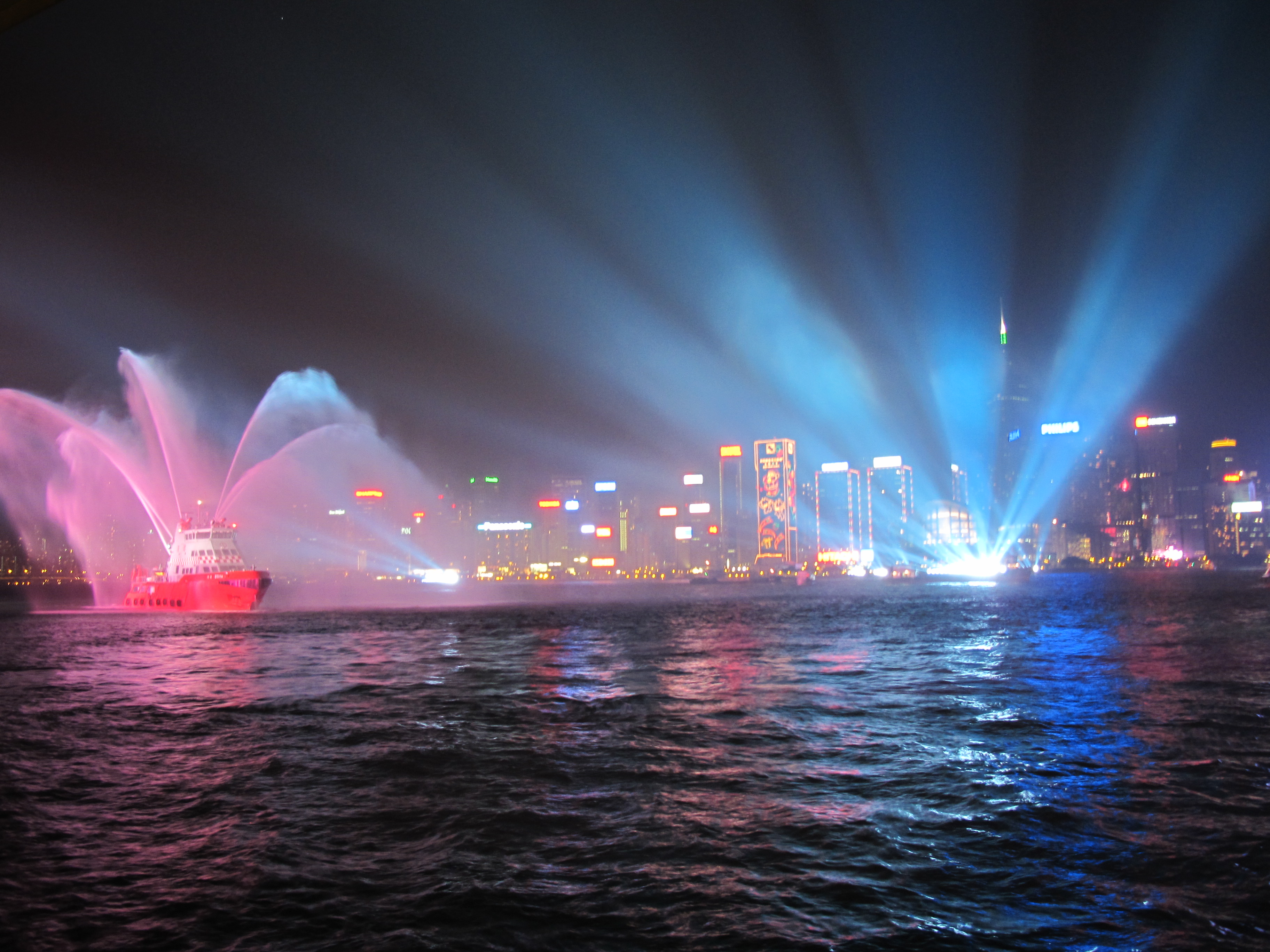
綵緋噴水表演的滅火輪精英號

劉德華演唱《如果有一天》，其他象徵浪花精靈的50位模特兒身穿時裝走秀，香港舞蹈團2名高級舞蹈員陳俊及唐婭踏進舞台翩翩起舞，展現柔情舞姿，祝願香港未來穩步發展。中國青年小提琴家李傳韻期間到舞台上伴奏，最後由香港消防處旗艦滅火輪精英號作噴水表演。

#### 九龍匯聚

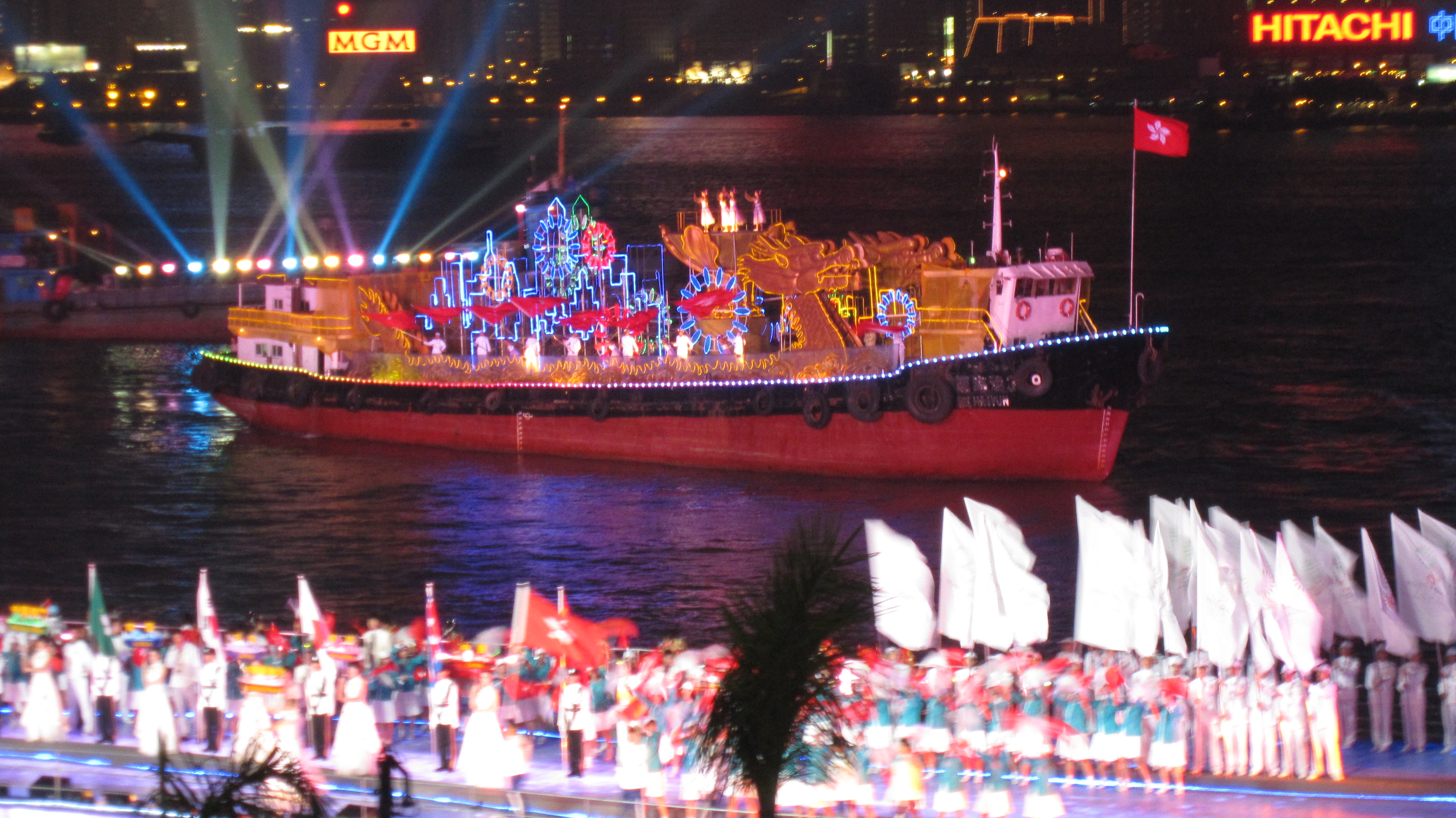
中國香港的彩艇進場情況

在「香江漁火」出現的女生，與香港兒童合唱團手持國旗及區旗再度在舞台出現，女生與譚詠麟牽手唱出本屆東亞運動會主題曲《衝出世界》。由24人組成的鳳樂團其後演出《九國鼓樂》，歡迎各國參賽運動員進場。9個國家的運動員代表及持旗手，以中國、朝鮮、日本、韓國、中國澳門、蒙古、中華台北、關島、中國香港的次序進場，具有各國特色的彩艇亦先後依次進場。
| 次序 | 代表隊名稱（括號內為官方中文名稱） | 旗手       | 所屬項目 |
| ---- | ---------------------------------- | ---------- | -------- |
| 1    | 中国（）                           | 劉子歌     | 游泳     |
| 2    | （）                               | 桂金哲     | 舉重     |
| 3    | 日本（）                           | 三宅弘實   | 舉重     |
| 4    | （）                               | 朴俊範     | 排球     |
| 5    | 中國澳門（）                       | 蔡偉傑     | 排球     |
| 6    | 蒙古国（）                         | 撒拉真迪斯 | 籃球     |
| 7    | 中華臺北（）                       | 洪焜毅     | 保齡球   |
| 8    | 關島（）                           | A.貝高斯   | 乒乓球   |
| 9    | 中國香港（）                       | 黃永棋     | 羽毛球   |

### 主禮嘉賓致辭
主持人邀請香港特別行政區行政長官曾蔭權以英語及粵語致歡迎詞，其後由東亞運動會聯會會長霍震霆致辭，最後由國務委員劉延東以普通話宣布第5屆東亞運動會開幕。
- 國際奧委會国际奥委会主席雅克·罗格出席
- 东亚奥林匹克委员会主席霍震霆
- 香港特别行政区行政长官曾荫权
- 中華人民共和國国务委员刘延东

### 東亞運動會聯會會旗升旗儀式
8名香港運動員胡兆康（保齡球）、何劍暉（划艇）、李暉（武術）、王輝（射擊）、陳美玲（柔道）、溫健儀（田徑）、鍾海玉（羽毛球）、蔡曉慧（游泳）托舉東亞運動會聯會會旗進入舞台，然後交由6人警察儀杖隊收起，再由兩名儀杖隊警員在東亞運動會聯會會歌的伴奏下，把另一面會旗緩緩升起。

### 宣誓
手持9個參與國家及地區旗幟及東亞運動會聯會會旗的儀枚隊警員走到舞台中央，由香港乒乓球運動員李靜以粵語代表全體運動員宣誓，香港網球裁判歐陽國棋以英語代表全體裁判員宣誓。

### 聖火點燃儀式

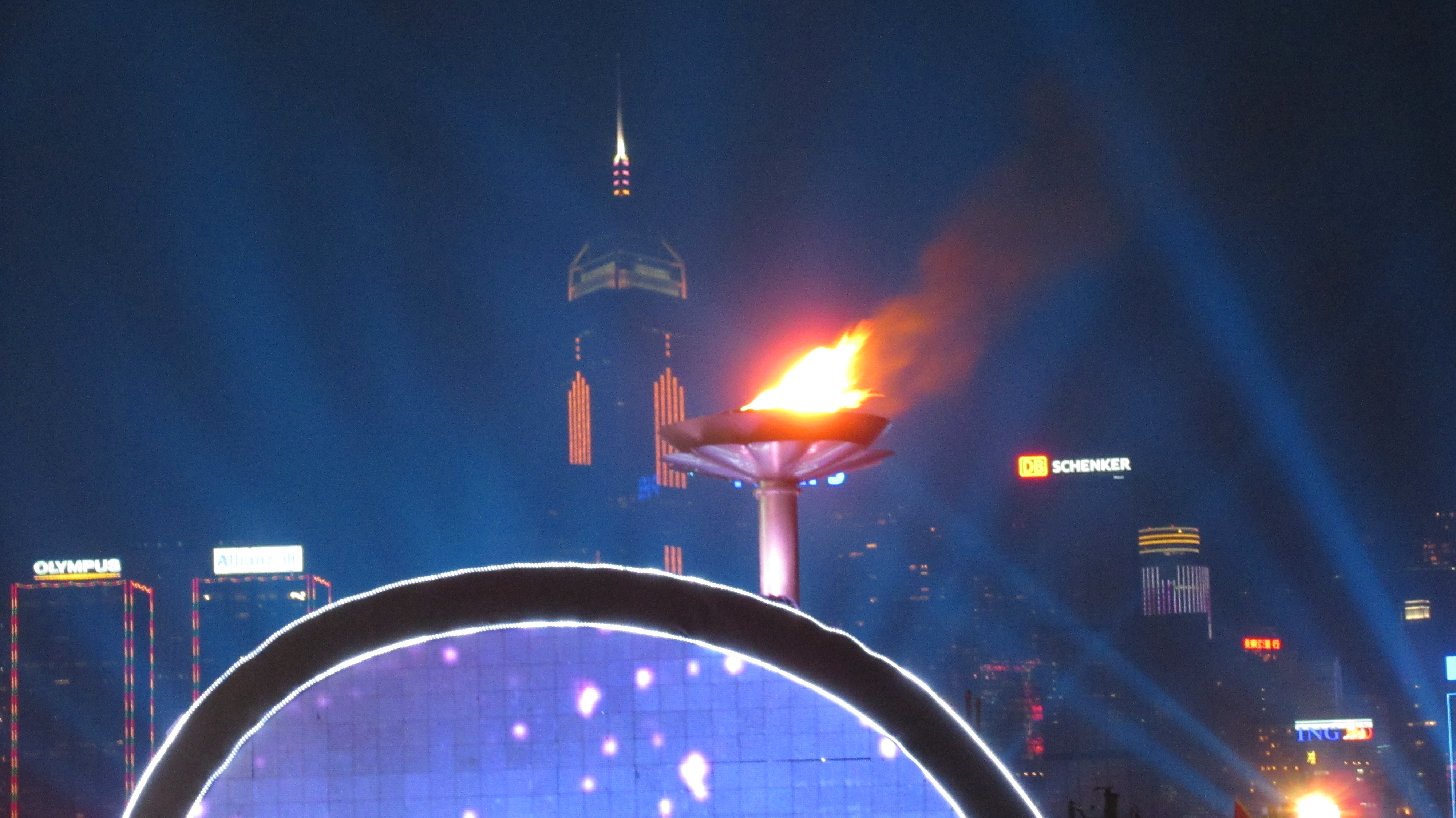
在海上舞台的聖火盤

李麗珊手持聖火從地面觀眾席跑出，傳遞給單車運動員黃金寶，兩人手持燃點的火鉅跑到舞台，先後傳給單車運動員張敬煒、游泳運動員韋漢娜及帆船運動員陳晞文，5人一同在舞台右側的祥雲裝置點燃聖火盤。

### 主題煙花表演
維多利亞港舉行15分鐘的主題煙花匯演《繽紛之夜》，有「HK」、「2009」、「EAG」、「哈哈笑」等圖案，由群星演唱1980年代至2000年代的粵語流行曲，先後由關智斌、泳兒、鄭希怡、陳偉霆演唱《全日愛》（原唱：黎明、作詞：林夕、作曲：雷頌德；2000年）、韓雪演唱《跳舞街》（原唱：陳慧嫻、作曲：Baker/Kyte、填詞：林敏聰；1986年）、關智斌、泳兒、鄭希怡、陳偉霆壓軸演唱《紅日》（原唱：李克勤、作曲：立川俊之、填詞：李克勤；1992年）。
內地知名歌唱者湯燦亦以國語演唱《今夜煙花特別紅》，排在第3首曲目，作為專為開幕典禮創作的主題曲。

## 媒體轉播
- 無綫電視：翡翠台、高清翡翠台（19:30-21:45）、MyTV TVB節目網頁 （页面存档备份，存于）
- 亞洲電視：本港台（19:55-21:30）
- 香港有線電視：直播新聞台（19:50-22:00）
- now寬頻電視：now SPORTS 6、now直播台（19:50-21:30）
- 香港電台第一台（19:00-22:00） 節目網頁
- 中國中央電視台體育頻道（19:55-21:30） 節目網頁
- 澳廣視澳門台（19:55-22:00）
- SMG五星体育（上海文广新闻集团体育频道）（19:45-22:00）

## 評價
- 國際體育記者協會會長梅路認為，北京奧運會開幕禮空前成功，對於其他運動會主辦單位，要擊敗北京或有創新構思非常困難，認為香港將維港夜景的先天優勢，作為開幕禮舞台，做法十分聰明，能避免以人力物力作為比拚[14]。
- 國際奧林匹克委員會主席羅格讚揚以璀璨的維多利亞港作為舞台背景，極具創意，令人留下深刻印象，「第五屆東亞運動會的開幕典禮絕對足以贏取一面金牌」[12]。

## 外部連結
- 香港2009東亞運動會開幕典禮(Media Player) （页面存档备份，存于） 香港特區政府網上廣播資料庫，2009年12月5日
- 香港2009東亞運動會開幕典禮(Real Player) （页面存档备份，存于） 香港特區政府網上廣播資料庫，2009年12月5日
- 凤凰大放送 香港2009东亚运动会开幕典礼 （页面存档备份，存于） 鳳凰衛視，2009年12月5日
- 東亞運動會正式揭幕（附圖） （页面存档备份，存于） 香港特區政府新聞網，2009年12月5日
- 行政長官第五屆東亞運動會開幕典禮致辭全文（附圖） （页面存档备份，存于） 香港特區政府新聞網，2009年12月5日
- 國務委員劉延東展開訪港活動（附圖／短片） （页面存档备份，存于） 香港特區政府新聞網，2009年12月5日
- 圖片集：東亞運開幕典禮[永久] 香港2009東亞運動會官方網站
- 2009年12月5日香港东亚运动会开幕式 北京北奥大型文化体育活动有限公司